# Odontomyia discolorata
Odontomyia discolorata är en tvåvingeart som beskrevs av James 1936. Odontomyia discolorata ingår i släktet Odontomyia och familjen vapenflugor. Inga underarter finns listade i Catalogue of Life.